# Городское поселение посёлок Золотинка
Городско́е поселе́ние посёлок Золотинка — муниципальное образование в Нерюнгринском районе Якутии Российской Федерации.
Административный центр — пгт Золотинка.

## История
Статус и границы городского поселения установлены Законом Республики Саха (Якутия) от 30 ноября 2004 года N 173-З N 353-III «Об установлении границ и о наделении статусом городского и сельского поселений муниципальных образований Республики Саха (Якутия)».

## Население
| 2009 | 2011 | 2012 | 2013 | 2014 | 2015 | 2016 |
| ---- | ---- | ---- | ---- | ---- | ---- | ---- |
| 642  | ↘616 | ↘612 | ↘577 | ↗582 | ↗596 | ↘590 |
| 2017 | 2018 | 2019 | 2020 | 2021 | 2023 |      |
| ↗599 | ↗602 | ↘601 | ↘578 | ↘576 | ↗585 |      |

## Состав городского поселения
| № | Населённый пункт | Тип населённого пункта      | Население |
| - | ---------------- | --------------------------- | --------- |
| 1 | Золотинка        | пгт, административный центр | ↗585      |

### Упразднённые населённые пункты
19 июня 2019 года упразднён посёлок Нагорный.